# 존 필

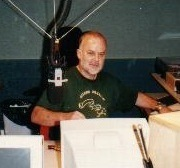
존 필의 모습

존 로버트 파커 레이븐스크로프트(영어: John Robert Parker Ravenscroft, OBE, 1939년 8월 30일 ~ 2004년 10월 25일)는 존 필(John Peel)이라는 이름으로 활동한 영국의 라디오 진행자이자 저널리스트이다. 1967년부터 2004년 사망하기 전까지 정기적으로 BBC 라디오 1의 라디오를 진행하였으며, BBC 라디오 1에서 가장 오랜 기간 활동한 디스크 자키였다.
필은 영국의 라디오에 처음으로 사이키델릭 록과 프로그레시브 록을 송출한 첫 라디오 진행자 중 한 명이었다. 팝, 덥 레게, 펑크 록과 포스트펑크, 전자 음악과 댄스 음악, 인디 록, 익스트림 메탈, 브리티시 힙합 등 다양한 장르의 음악가들을 홍보해주었던 것으로 널리 알려져 있다. DJ 폴 감바치니는 필을 "대략 1967년부터 1978년까지 대중 음악에서 가장 중요한 한 사람이다. 그 누구보다중요한 음악가들을 유명하게 만들었다"고 언급했다.
필의 라디오 1 방송에는 BBC 스튜디오에서 밴드나 음악가들이 4곡을 녹음하는 "필 세션"이 자주 방송되었으며, 이는 후에 인기를 얻는 밴드의 음악이 최초로 전국에 퍼진 경로이기도 했다. 또한 "페스티브 피프티"라는 연례 청취자 설문 조사를 통해 그해 청취자들이 가장 좋아했던 당해의 노래를 선정하기도 했다.
필은 1980년대 톱 오브 더 팝스의 진행자 중 한 명으로 가끔 텔레비전에 출연했으며, 여러 BBC 프로그램의 보이스오버 코멘터리에 참여했다. 1990년부터 BBC 라디오 4에서 진행한 "홈 트루츠" 프로그램으로 청취자들의 가정 생활에 대한 특이한 이야기를 다루며 다른 분야의 청취자들에게도 인기를 얻었다.